# هالة الجوهري
هالة الجوهري (مواليد 4 مايو 1996) هي لاعبة رماية مصرية. مثّلت مصر في منافسات الرماية الرماية في الألعاب الأولمبية الصيفية 2020 – مسدس الهواء 10 متر للسيدات في الألعاب الأولمبية الصيفية 2020.

## المشاركة الأولمبية

### الألعاب الأولمبية الصيفية 2020
| الرياضيّة     | الحدث                                                                  | التصفيات | التصفيات | النهائي  | النهائي  |
| الرياضيّة     | الحدث                                                                  | النقاط   | الترتيب  | النقاط   | الترتيب  |
| ------------ | ---------------------------------------------------------------------- | -------- | -------- | -------- | -------- |
| هالة الجوهري | الرماية في الألعاب الأولمبية الصيفية 2020 – مسدس الهواء 10 متر للسيدات | 560      | 41       | لم تتأهل | لم تتأهل |